# Maquis de La Baroche-Gondouin
Le maquis de La Baroche-Gondouin-Les Chapelles est un maquis FTPF du département de la Mayenne pendant la Seconde Guerre mondiale, dirigé par Albert Ravé et André Le Personnic, sous l'autorité de Louis Pétri. 

## Historique
Des instituteurs-secrétaires de Mairie, André Le Personnic aux Chapelles, et Albert Ravé à La Baroche-Gondouin apportent dès 1940 de l’aide aux prisonniers français, favorisent leur évasion, leur fournissent des faux-papiers. Plus tard, ils aideront les réfractaires au STO. Ils sont à l’origine du groupe FTPF des Chapelles et de la Baroche-Gondouin. Le Front national prend alors naissance en Mayenne à l'initiative d'André Le Personnic, à la suite de contact qu’il a avec des amis bretons lors des vacances scolaires de 1941. Ce dernier, sans appartenance politique, est à l’origine du mouvement en Mayenne qui rassemble des patriotes de différents horizons : certains chefs de groupe sont communistes, d’autres non.
Albert Ravé structure en début de 1943, un groupe de résistance dans le Nord-Mayenne, avec des réfractaires au STO. Avec André Le Personnic, il s’emploie à rassembler les volontaires décidés à agir. De petits groupes se forment aux Chapelles, La Baroche-Gondouin, Sainte-Marie-du-Bois, Niort-la-Fontaine, Chevaigné-du-Maine, La Pallu, etc. 
Ce groupe constitué a la charge de procéder à la prise de renseignements sur l’occupant. Le frère d’Albert Ravé, Robert Ravé, charcutier à Mayenne, participe aussi au groupe, et est le représentant du groupe à Martigné.
Fin avril 1944, un parachutage est organisé à Martigné sur une prairie isolée du lieu-dit du Petit-Courmondron. Le message de la BBC est Cherchez et vous trouverez le trésor. Le comité de réception est organisé par les frères Ravé, et Joseph Brochard, chef du groupe franco-anglais de Mayenne. Les armes reçues sont ensuite cachées et dispersées. Il s’agit d’armes destinées au futur Maquis de Lignières-la-Doucelle.
A l’annonce du Débarquement, et pour l’exécution du Plan Tortue, des cadres de la résistance liés à l’OCM, et aux FTPF, cherchent fin mai 1944 à créer un maquis rassemblant des résistants et pourvu en armes dans le nord de la Mayenne. 
Almire Viel reçoit des armes par l’intermédiaire de Jacques Foccart. Almire et sa fille Simone sont rejoints par Albert Ravé qui a quitté son poste pour prendre le maquis du groupe FTPF de La Baroche-Gondouin. L’endroit est choisi le 3 juin pour le maquis. Il s’agit du Maquis de Lignières-la-Doucelle.
Le 13 juin, le maquis de Lignières est démantelé par les Allemands, à la suite d'une dénonciation d'un collaborateur notoire de Joué-du-Bois. Les maquisards qui avaient échappé au carnage et d'autres avertis sur leur route, s’installent en de nouveaux lieux : Saint-Mars-du-Désert (Jean Séailles), Chevaigné-du-Maine, La Baroche-Gondouin, les Chapelles. 
Une partie des hommes rejoint le maquis d’Albert Ravé : l'instituteur Almire Viel, par exemple, poursuit son action à La Baroche-Gondouin, notamment en participant à la réception d’un stick de SAS.

## Sources
- « Une stèle a été inaugurée au Petit-Courmondron », Ouest-France,‎ 20 novembre 2013 (lire en ligne).